# Весейский сельсовет
Весейский сельсовет — административная единица на территории Слуцкого района Минской области Республики Беларусь.

## История
Населённые пункты Калита, Кучино, Подлошица, Старый Гутков, входившие в состав Сорогского сельсовета, включены в состав Весейского сельсовета.

## Состав
Весейский сельсовет включает 17 населённых пунктов:
- Березовка — деревня.
- Борки — деревня.
- Бусловка — деревня.
- Васильково — деревня.
- Весея — агрогородок.
- Избудище — деревня.
- Калита — деревня.
- Камора — деревня.
- Красное Село — деревня.
- Кучино — деревня.
- Леньки — деревня.
- Липники — деревня.
- Лошица — деревня.
- Мелешки — агрогородок.
- Муравищина — деревня.
- Набушево — деревня.
- Подлошица — деревня.
- Паповцы — деревня.
- Слобода — деревня.
- Старый Гутков — деревня.
- Талица — деревня.